# Halogenki kwasowe

Halogenki kwasowe

Halogenki kwasowe (acylowe) to organiczne związki chemiczne, pochodne kwasów karboksylowych, w których grupa hydroksylowa -OH została zastąpiona atomem fluorowca (fluorem, chlorem, bromem lub jodem).
Ogólny wzór halogenków kwasowych:
R-(C=O)-X 
gdzie X to fluorowiec, R to podstawnik węglowodorowy, a "-(C=O)-" to grupa karbonylowa. 

## Właściwości
Halogenki kwasowe kwasów karboksylowych o niewielkiej masie cząsteczkowej to ciecze o ostrym, drażniącym zapachu. Powstają w reakcjach kwasów karboksylowych z halogenkami fosforu(III) i halogenkami fosforu(V) oraz chlorkiem tionylu. Aromatyczne halogenki kwasowe są mniej reaktywne niż alifatyczne.
Reaktywność halogenków kwasowych wzrasta wraz z mocą wyjściowych kwasów karboksylowych. Przy tych samych podstawnikach węglowodorowych reaktywność halogenków wzrasta w szeregu:
jodki > bromki > chlorki > fluorki
Jodki i bromki kwasowe są zazwyczaj wrażliwe na działanie światła. Reaktywność jodków, bromków i chlorków kwasowych jest zwykle znacznie wyższa od wyjściowych kwasów karboksylowych. Większość fluorków jest mniej reaktywna od wyjściowych kwasów.
W przemyśle najczęściej stosowane są chlorki kwasowe, ze względu na to, że są tańsze i jednocześnie łatwiej je przechowywać i transportować niż jodki i bromki. Czasami stosowane są jednak bromki i jodki, gdy analogiczne chlorki okazują się za mało reaktywne.
- związki te są substratami w wielu reakcjach chemicznych: acylowaniu, estryfikacji, polikondensacji i poliaddycji.
- reagują z wodą tworząc kwas karboksylowy i odpowiedni halogenowodór np: chlorowodór
- reagują z alkoholami tworząc ester i odpowiedni halogenowodór,
- reagują z amoniakiem tworząc amid i odpowiedni halogenowodór.